# Vigh Albert
Vigh Albert, névváltozat: Vig Bernát, született: Wig Salamon (Poroszló, 1864. május 24. – Budapest, 1945. január 13.) építész, az országos ipari és kereskedelmi oktatási tanács előadó titkárja, iparoktatási főigazgató.

## Életútja
Szülei Wig Gábor és Jóles Betti. Középiskoláit Egerben, a műegyetemet Budapesten végezte, ahol 1888-ban építészeti oklevelet nyert és kineveztetett asszisztensnek a műegyetem középítészeti tanszékéhez, ahol 1896-ig működött. Közben 1894-ben a kereskedelmi miniszter által megbízatott Ausztria, Német- és Franciaország iparoktatási intézeteinek tanulmányozásával és 1895-ben a szegedi állami fa- és fémipari szakiskolát szervezte. 1896-ban a kereskedelmi miniszter iparoktatási miniszteri biztosi minőségben főigazgatói hatáskörrel ruházta föl. 1899-ben megkapta az iparoktatás főigazgatójának címét. Mint műépítész többször nyert díjat. Önállóan tervezett több vidéki városban iskolákat és kórházat. Részt vett 1897-ben a brüsszeli és 1900-ban a párizsi nemzetközi kiállítás szakoktatási csoportjának rendezési munkálataiban, ahol aranyérmet kapott. Tagja volt a szegedi Dugonics Társaságnak; a Magyar Iparművészeti társulat választmányi, végrehajtó- és zsűri-bizottságának tagja. 1926-ban vonult nyugdíjba. Apósa Feszler Antal mérnök, államvasúti felügyelő, felesége Feszler Ada volt. Halálát bombasérülés okozta 1945 januárjában.
Több évig főmunkatársa volt a Magyar Iparoktatás c. szakfolyóiratnak.

## Munkái
- Népszerű építéstan. Budapest, 1894 (Iparosok Olvasótára I. 2.)
- Magyarország iparoktatásának története az utolsó száz évben… (Budapest, 1932)